# Hiroki Sakai
Hiroki Sakai (Kashiwa, Chiba, 12 de abril de 1990) é um futebolista japonês que atua como lateral-direito. Atualmente, joga pelo Auckland FC.

## Especulação do Santos
Pouco antes da Copa do Mundo de Clubes da FIFA de 2011, o Santos, temendo a escassez de um lateral-direito para a temporada seguinte, já que o clube havia perdido Jonathan ao futebol italiano e também iria ficar sem Danilo, negociado com o Porto, de Portugal, sondou o atleta japonês.
Contudo, visando à valorização do atleta com a seleção japonesa que disputaria as Olimpíadas de Londres, o Kashiwa Reysol não entrou em acordo com os santistas.

## Títulos
Kashiwa Reysol
- Segunda Divisão Japonesa: 2010
- Campeonato Japonês: 2011
- Supercopa do Japão: 2012

Urawa Red Diamonds
- Liga dos Campeões da AFC: 2022